# Allée couverte d'Aizier
L’allée couverte d’Aizier est une sépulture mégalithique détruite au XIXe siècle et dont il ne reste qu’une dalle trouée. Cette sépulture qui devait être une allée couverte était située sur la commune d’Aizier dans le département de l’Eure en France.

## Localisation
Le mégalithe devait être situé à 50 m au sud-est du chevet de l’église Saint-Pierre. Le seul élément qui en a été conservé, la dalle trouée, est maintenant installé à côté de l’église.

## Description
Aucun relevé de la sépulture n’a été fait lors de sa destruction. La dalle trouée, qui devait servir de paroi de séparation dans le couloir est large de 1,8 m pour une hauteur de 1,5 m ce qui nous donne les dimensions du couloir. Son épaisseur est de 0,22 m. elle est percée d’un trou légèrement ovale et conique, fait de main d’homme et avec soin, dont le diamètre extérieur moyen est de 0,53 m et le diamètre intérieur de 0,47 m.

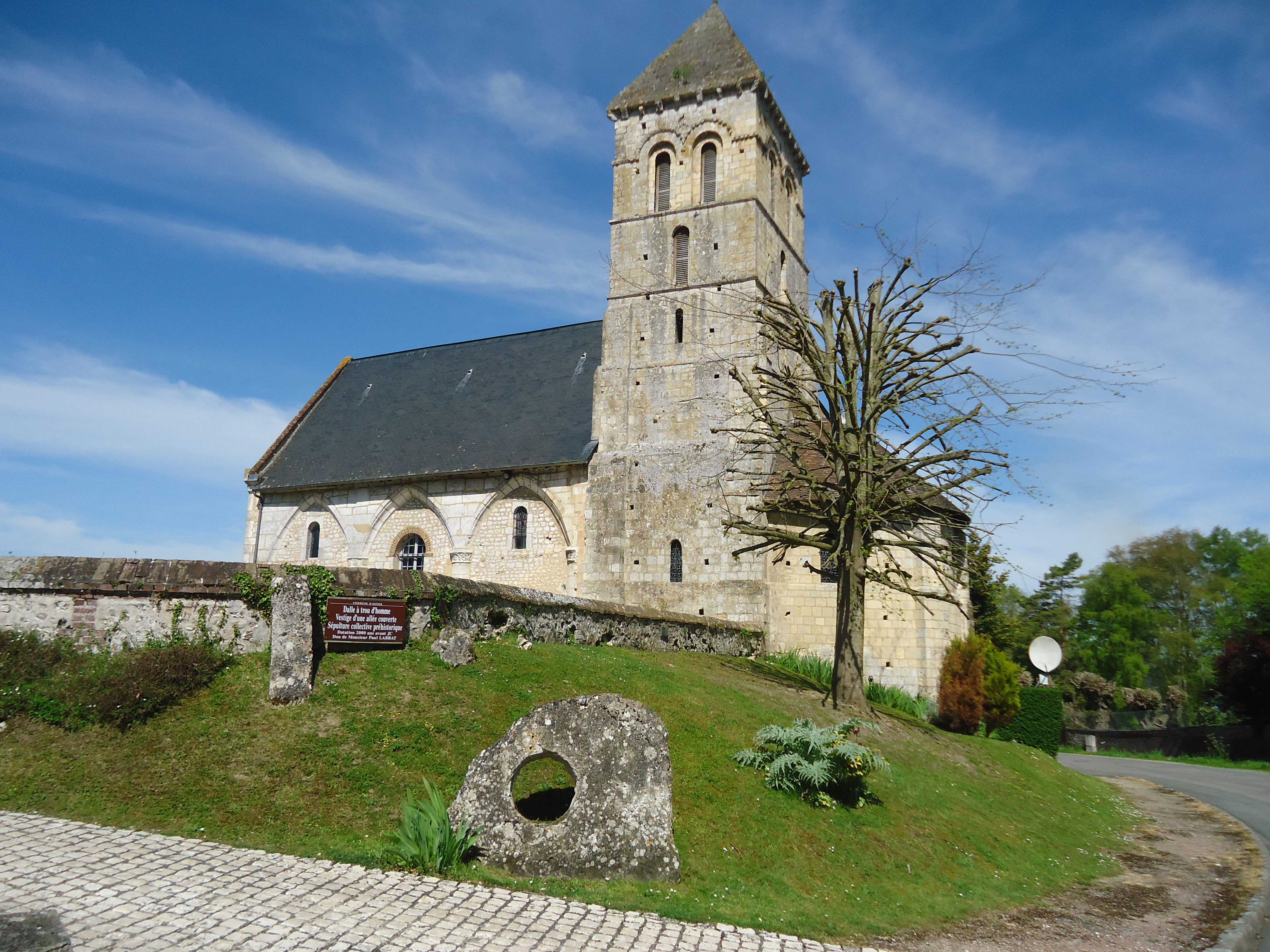
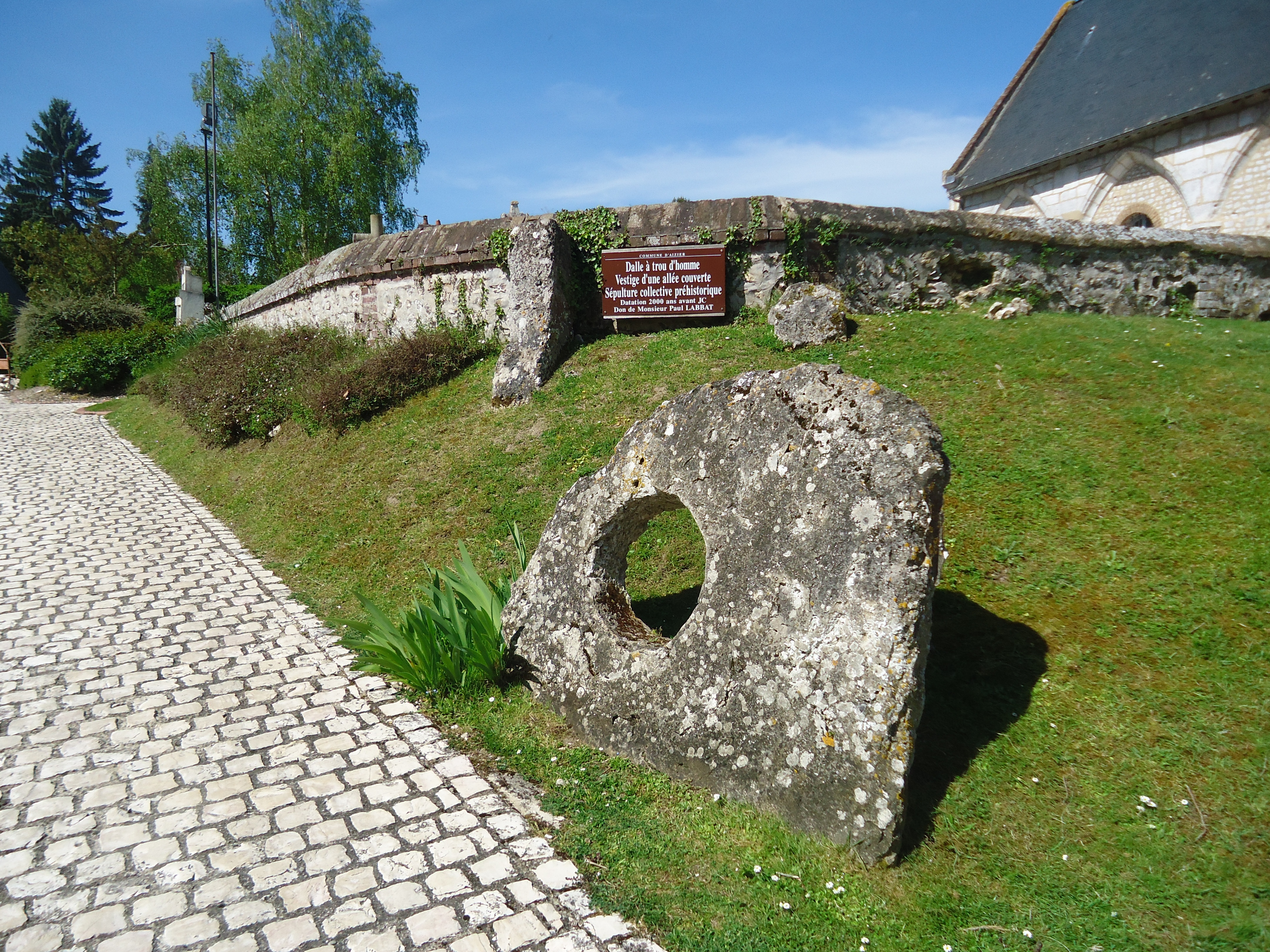
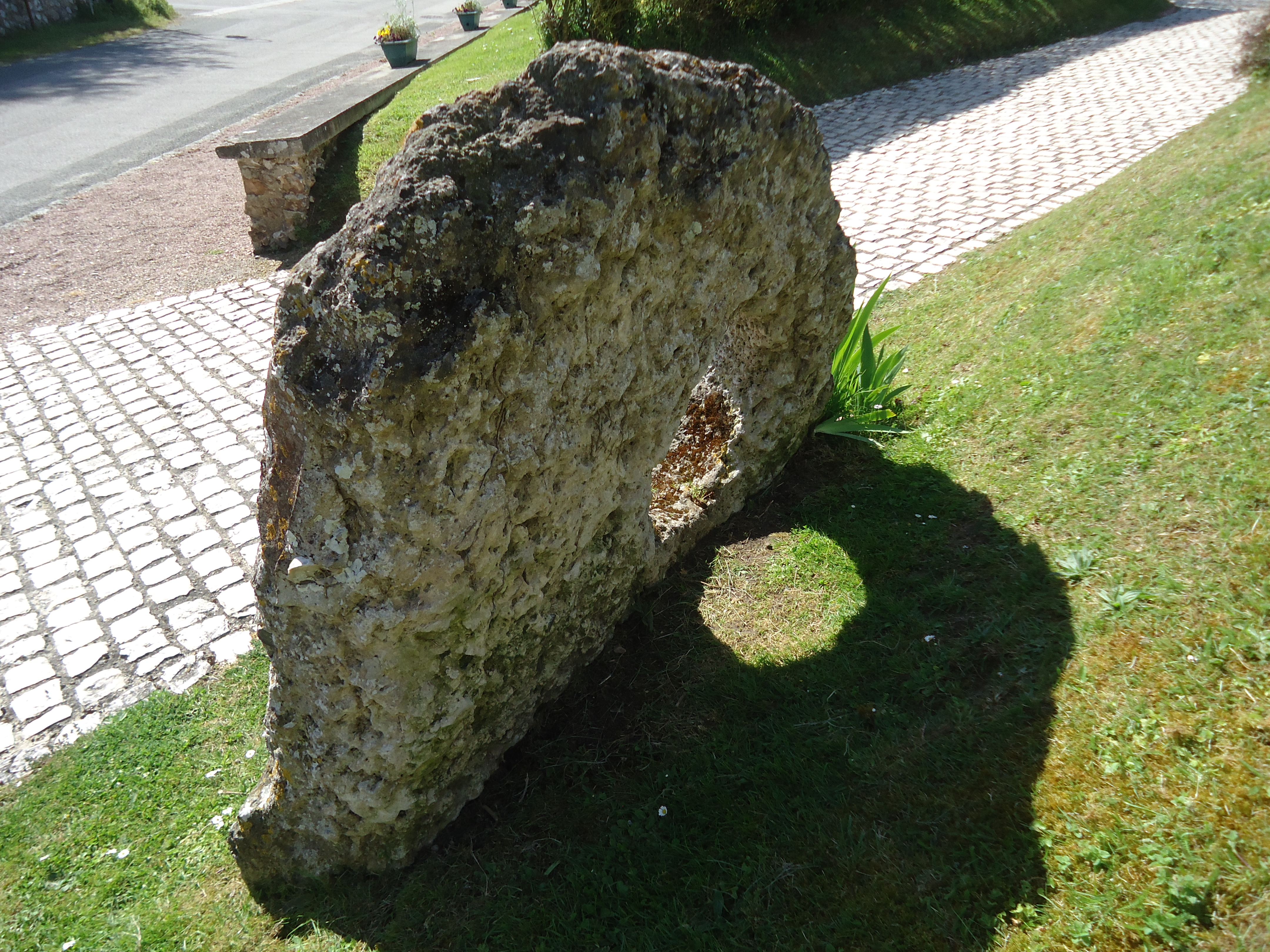

## Histoire
Le monument date du Néolithique. Aucune trace extérieure n’indiquait sa présence jusqu’à ce que la construction de la route entre Aizier et Bourneville au XIXe siècle ne mette au jour, à 2 m de profondeur, des pierres massives. Les plus lourdes furent brisées, seule la dalle percée fut préservée avant d’être insérée dans le mur d’une propriété.
Vers 1878, en creusant les fondations d’une maison à proximité de l’endroit où fut trouvée la sépulture mégalithique, des crânes sous des grosses pierres furent découverts. Faute d’examen approfondi sur le moment, nul ne sait si ces squelettes venaient de la tombe néolithique ou du cimetière de l’église tout proche.
Georges Biochet est le premier, en 1878, à attirer l’attention du monde des historiens sur ce monument par le biais d’un article paru dans le Bulletin de la Société géologique de Normandie. Il récidive en 1881 dans l’Annuaire des cinq départements de la Normandie. Il précise même dans son exposé que le bouchon de la dalle est toujours sur place, « au pied d’une haie vive, dans le talus est de la route de Bourneville, à 100 m de l’église d’Aizier. ». Il ajoute que la pierre a un diamètre de 0,45 m pour une épaisseur de 0,3 m.
Toutes ces informations sont reprises par Léon Coutil, président de la Société préhistorique française, lorsqu’il dresse son « Inventaire des menhirs et dolmens de France : Eure » paru en 1896.
La dalle est finalement retrouvée un siècle plus tard par Jean-Marin Barret, correspondant local de la  Direction régionale des antiquités préhistoriques. Elle gît au fond d’un fossé en bordure de la route. Après que des fouilles aient vérifié qu’aucun autre vestige ne se trouvait à proximité, elle est dégagée et étudiée avant d’être finalement mise en valeur par son installation à proximité de l’église.
La dalle percée est finalement inscrite au titre des monuments historiques par arrêté du 23 avril 1999 ainsi que « les vestiges pouvant subsister de l’allée couverte en l’état et in situ ».